# Isabelle Nanty
Isabelle Marie-Josée Nanty, född 21 januari 1962 i Verdun, Grand Est, är en fransk skådespelerska och regissör.

## Roller i urval
- 1990 – Familjens skräck
- 1993 – Visitörerna
- 2001 – Amelie från Montmartre
- 2002 – Asterix & Obelix: Uppdrag Kleopatra
- 2003 – Pas sur la bouche
- 2013 – Les Profs
- 2016–2021 – Munch (TV-serie)
- 2019 – Fahim - den lilla schackprinsen
- 2020 – Summer of 85
- 2022 – Big Bug